# 交響曲第6番 (マーラー)

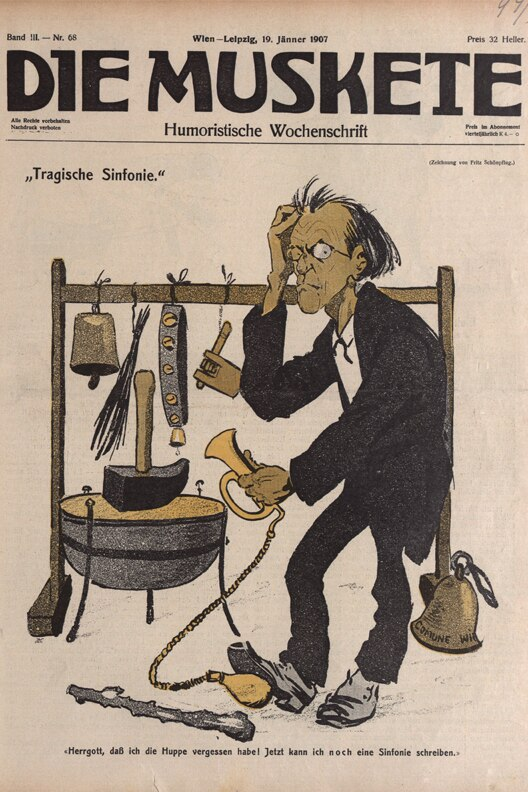
戯画「悲劇的交響曲」（1906）

交響曲第6番（こうきょうきょくだい-ばん）イ短調は、グスタフ・マーラーが1904年に完成した6番目の交響曲。
マーラーは第2番から第4番までの3作において「角笛交響曲」と呼ばれる声楽入りの交響曲を作曲したが、第5番、第6番、第7番の3作においては声楽を含まない純器楽のための交響曲として作曲した。とくにこの第6番では、同時期に作曲された歌曲に『亡き子をしのぶ歌』があるが、第5番まで見られたような、相互に共通した動機や強い関連性は認められなくなっている。
大編成の管弦楽を用いながらオーケストレーションは精緻であり、古典的な4楽章構成をとるが、その内容は大規模に拡大されていて、当時のマーラーの旺盛な創作力を物語っている。同時に、緊密な構成のうちにきわめて劇的な性格が盛り込まれており、純器楽的様式と、歌詞や標題とは直接結びつかない悲劇性の融合という点でも、マーラーの創作のひとつの頂点をなしている。
形式的には4楽章構成のほか、第1楽章の提示部繰り返しや、調性的にもイ短調で始まりイ短調で曲を閉じる一貫性を示しており、「古典回帰」を強く印象づける。マーラーが作曲した交響曲の中では唯一、短調で始まり短調で曲を閉じる構成となっている。その一方、第4番、第5番から顕著になり始めた多声的な書法はいっそうすすみ、音楽の重層的・多義的展開が前面に現れている。第5番で異化された、「暗→明」というベートーヴェン以来の伝統的図式は、この曲では「明→暗」に逆転されていて、これを象徴する「イ長調→イ短調」の和音移行（強→弱の音量変化と固定リズムを伴う）が全曲を統一するモットーとして用いられている。
管弦楽の扱いでは、管楽器と打楽器の拡大が目立ち、打楽器のなかでもとくに以下のものは象徴的な意味を持って使用されている。ひとつはカウベル（ヘルデングロッケン）であり、第1楽章、第3楽章、第4楽章で安息・平和あるいは現実逃避的な世界の表象として遠近感を伴って鳴らされる。もう一つは教会の鐘を模した低音のベルである。ベルは第4楽章に登場する。3つめはハンマーである。ハンマーは第4楽章で使用され、音楽的な転回点で「運命の打撃」（アルマ・マーラーによる。後述。）の象徴として打たれる。ハンマー打撃の回数については、後述するように作曲過程で変遷があった。
「悲劇的」（Tragische）という副題で呼ばれることがあり、この副題はウィーンでの初演時に附されていたとされる。しかし、これはマーラーが付けたものかどうかは不明である。
演奏時間約80分。

## 作曲の経緯

### 新演出の成功
- 交響曲第5番を完成した翌1903年2月21日、マーラーは、ワーグナー没後20周年記念の楽劇『トリスタンとイゾルデ』上演に当たり、前年に出会ったウィーン分離派の画家アルフレート・ロラーを舞台装置家兼演出家として起用、伝説的な成功を収めた。ロラーは6月1日にウィーン宮廷歌劇場と専属契約を結び、以降、マーラーとロラーのコンビは新演出によるオペラ上演を次々に生み出していく。
- 1904年3月1日にはアルノルト・シェーンベルクの『浄められた夜』を聴き、シェーンベルクと交友を深める。4月23日にシェーンベルクとアレクサンダー・フォン・ツェムリンスキーが「創造的音楽家協会」を設立すると、マーラーは協会の名誉会長となる。
- 1904年6月15日にはアルマとの間に次女アンナ・ユスティーネが生まれた。10月7日にはベートーヴェンのオペラ『フィデリオ』を新演出によって上演、物議を醸した。

### 第6交響曲の作曲
- 1903年の夏、休暇中にマイアーニック（Maiernigg）の作曲小屋で第6交響曲の作曲に着手し、第1楽章、第2楽章、第3楽章を完成する。この休暇中、トーブラッハへハイキングを楽しんでいる。

- 翌1904年の夏、同じくマイアーニックの作曲小屋で『亡き子をしのぶ歌』の第3曲、第5曲を作曲して完成させ、9月9日に第6交響曲の第4楽章を作曲して完成。第7番の二つの「夜曲」（第2楽章、第4楽章）も作曲する。

この秋にマーラーがシュペヒトに宛てた手紙には、「僕の第6は、聴く者に謎を突きつけるだろう。この謎解きには、僕の第1から第5までを受け入れ、それを完全に消化した世代だけが挑戦できるのだ」と書いている。
- 最終的には1905年5月1日にオーケストレーションが終了している。

### 自作の上演、オランダ旅行
- この前後、1903年1月にはヴィースバーデンで交響曲第4番、4月にはレムベルクで交響曲第1番、6月にはスイスのバーゼルで交響曲第2番を指揮した。

- 翌1904年には、ハイデルベルクやプラハ、ケルンで第3番を指揮し、マイエンでは第4番を指揮するなど相次いで自作を指揮した。夏の休暇が明けた10月にはケルンで交響曲第5番を指揮。12月14日と22日にはウィーン・フィルを指揮して交響曲第3番のウィーン初演を果たす。

- 1903年10月下旬にマーラーは初めてオランダに旅行し、ここでも交響曲第1番、交響曲第3番をアムステルダム・コンセルトヘボウを指揮して上演。成功を収めたマーラーは翌1904年10月にもアムステルダムで第2番、第4番を指揮している。

## 初演と出版

### 初演
- 1906年5月27日、エッセンの全ドイツ音楽協会音楽祭にて、マーラー自身の指揮によって初演。このときマーラーは、中間楽章をスケルツォ－アンダンテの順で完成していたが、リハーサルの過程でアンダンテ－スケルツォの順とすることを決め、この順で演奏した。プログラムに差し込まれたマーラーの告知文にもアンダンテ－スケルツォの順とされている。

打楽器を中心にした大管弦楽によるこの初演を聴いた人々は当惑したと伝えられる。当時の風刺雑誌には、さまざまな楽器の山を前にしたマーラーのカリカチュアが描かれており、この絵のなかでマーラーは「畜生、警笛を忘れていたぞ！　これでもう1曲交響曲が書ける」と叫んでいる。
- 1907年1月4日、マーラーの指揮によってウィーン初演され、これがマーラーが第6番を指揮した最後の機会となった。このとき、プログラムには中間楽章はアンダンテ－スケルツォの順で印刷されたが、エルヴィン・ラッツは、演奏ではスケルツォ－アンダンテの順に「戻した」としている。（→中間楽章の配置）

### 出版
- 楽譜は初演と同じ1906年、カーント社から出版されたが、エッセンでの初演時にマーラーが第2楽章と第3楽章を入れ替えたこともあり、都合3種類出版されている。すなわち、当初のスケルツォ－アンダンテの順で、楽章入れ替えの紙片を挟み込んで出版（第1版・第1稿。マーラーはこの版で初演の練習をした）。次に、内容は変えず初演に合わせてアンダンテ－スケルツォへと楽章を入れ替え（第2版・第1稿）。さらに、第2版の楽章順に加えてその他の変更を盛り込み、とくに第4楽章ではハンマー打撃の3回のうち最後の1回を削除した（第3版・第2稿）。
- 1963年、国際グスタフ・マーラー協会（エルヴィン・ラッツ校訂）による「全集版」がカーント社から出版された。このとき中間楽章の順はスケルツォ－アンダンテとされた。また、1907年1月7日にマーラーがウィレム・メンゲルベルクに書き送った第4楽章の微修正も盛り込まれた。
- 1998年、カール・ハインツ・フュッセル校訂によって「全集版」の新校訂版がペータース社から出版された。中間楽章の順はスケルツォ－アンダンテのままである。

## 楽器編成
- ピッコロ、フルート 4（ピッコロ持替え 2）、オーボエ 4（コーラングレ持替え 2）、コーラングレ、クラリネット 4（小クラリネット持替え 1）、バスクラリネット、ファゴット 4、コントラファゴット
- ホルン 8、トランペット 6、トロンボーン 4、チューバ
- ティンパニ 2人、グロッケンシュピール、カウベル、むち*、低音の鐘（ティーフェス・グロッケンゲロイデ、複数）、ルーテ、ハンマー、シロフォン、シンバル、トライアングル、大太鼓、小太鼓、タムタム、スレイベル*、ウッドクラッパー（振るとかたかた音の出る木のおもちゃ）*
- ハープ 2、チェレスタ
- 弦五部

※ 国際マーラー協会による「全集版」による。*を付したものは、「カーント版」（第1稿）の指定。同稿ではチェレスタは「できれば2台、またはそれ以上」とされている。

## 楽曲構成
全4楽章から成る。第2楽章と第3楽章の配置については、従来の「全集版」に従う。

### 第1楽章
アレグロ・エネルジコ・マ・ノン・トロッポ　激しく、しかし腰のすわったテンポで　イ短調　4/4拍子　自由なソナタ形式
チェロとコントラバスが駆り立てるようなリズムを刻み、行進曲風な第1主題（譜例1）がヴァイオリンと管楽器によって奏でられる。第1主題はオクターブ跳躍下降を繰り返す威圧的なもの。

譜例1
行進曲は断続的に不協和音によって遮られるが、やがてティンパニの特徴的なリズムの上に、トランペットの和音がイ長調からイ短調（明→暗）へと移行する（譜例2）。音量的にもフォルテッシモ（最強奏）→ピアニッシモ（最弱奏）となる。この和音は、全曲の統一的なモチーフ（モットーと呼ばれる）となっている。
譜例2
|  | Listen この音声や映像がうまく視聴できない場合は、 Help:音声・動画の再生 をご覧ください。 |

木管のコラール風な経過句を経て、ヴァイオリンとフルートがロマンティックな情熱と感傷的な調子を込めた第2主題（譜例3。「アルマの主題」といわれることは後述）をヘ長調で提示する。マーラーの交響曲としては珍しいことだが、提示部の終わりに、古典派のソナタ形式と同じく繰り返し記号が付されている。

譜例3
展開部では、第1主題を主に扱うが、第2主題の動機が現れ始めたところで曲調が一転し、「徐々に、いくらかテンポを抑えて」と指示された挿入部に入る。神秘的で清浄なヴァイオリンのトレモロとチェレスタが柔和な和音を奏す。ここで、アルプスを思わせるようなカウベルの音が「遠くから」響き渡り、ホルンが提示部のコラール風の旋律を奏する。平安な雰囲気が最高潮に達したところで、再び駆り立てるような調子が戻り、木管楽器とシロフォンによって変形された主題の再現部へ入る。
再現部は短縮され、さらに劇性を増しているが、両主題は型どおり再現される。コーダは、第1主題に基づき葬送行進曲風に始まるが、次第に第2主題の暗示が強まる。ついに第2主題が勝ち誇ったように現れ、支配的になって、この楽章は第2主題の歓呼で結ぶ。
演奏時間は提示部反復を含めて21～25分程度、反復しない場合は17～21分程度。
提示部は長大だが反復される場合が多い。

### 第2楽章
スケルツォ　重々しく　イ短調　3/8拍子　小ロンド形式(A-B-A-B-A-Coda)
スケルツォにトリオを2回挟む構造をとっている。まずチェロとコントラバスの低音弦とティンパニの刻むリズムにのって、ヴァイオリンが主要主題（譜例4）を奏する。これにホルンとヴィオラが絡む。第1楽章のオーボエの音型が使われ、この主部が様々な楽器によって変化し、効果をあげて、トランペットのモットー和音に移行する。これは第1楽章を思わせるもので、パロディ的な要素を含む。

譜例4
「古風に」と記されたヘ長調のトリオ（中間部。譜例5）は、3/8拍子から4/8拍子、さらに3/4拍子へと絶えず不安定に交錯する。トリオは再現される。トリオのあとには木管の哀調を帯びたメロディーがつづくことから、構成をABCABCA+コーダ（Bに基づく）と見ることもできる。曲は哀調を帯びたまま沈んでいって終わる。
演奏時間は12～14分程度。

譜例5

### 第3楽章
アンダンテ・モデラート　変ホ長調　4/4拍子　複合三部形式
ヴァイオリンの趣深く豊かな主要主題（譜例6）は、「亡き子をしのぶ歌」との関連が指摘されている。穏やかだが半音階的進行には不安も覗かせるもの。この旋律がフルートやオーボエなど各楽器に歌い継がれ、美しい情緒と牧歌的な雰囲気を広げる。この楽章全体が一本の旋律でつながっていると指摘する者もある。ここでもモットー和音が多く使われるが、しばしば短3度→長3度（暗→明）という逆行が見られる。副主題（譜例7）が木管に現れた後、再び主要主題が現れる。これが消えると再び副主題が現れる。
譜例6お使いのブラウザーでは、音声再生がサポートされていません。音声ファイルをダウンロードをお試しください。
譜例7お使いのブラウザーでは、音声再生がサポートされていません。音声ファイルをダウンロードをお試しください。
中間部ではハープ、チェレスタも加わり、ホルンが楽しげに呼びかけ、トランペットが第1部の動機をもとにした旋律で応える。再び主要主題が復帰する。しばらく落ち着いた雰囲気が続くが、トランペットの動機が絡んでくると副主題が現れさらに劇的に扱われ、クライマックスを形成してゆく。カウベルの響きが終わり近く、哀しみが堰を切ったようにあふれ出すが、次第に落ち着き、速度を落として静かに終わる。
演奏時間は14～18分程度。

### 第4楽章
終曲　アレグロ・モデラート　ハ短調　2/2拍子 → アレグロ・エネルジコ　イ短調　4/4拍子　序奏付きの拡大されたソナタ形式
序奏は、チェレスタやハープの分散和音による異様な響きから、ヴァイオリンが高く舞い上がってまた落ちてくるような悲劇的な主題（譜例8）を奏で、ティンパニのリズムを伴ってモットー和音が出る。主部の第1主題や第2主題の要素が断片的に取り扱われる。管楽器による挽歌風のコラールが奏されると次第に高揚する。全楽器がモットー和音を示すと、テンポを速め、アレグロ・モデラートからアレグロ・エネルジコに達すると、イ短調の提示部に入る。

譜例8
第1主題（譜例9）は自らを鼓舞するかのような悲壮感をたたえたもので、非常に好戦的な行進曲である。つづいてホルンが劇的な跳躍進行（譜例10）を示す。これを第2主題と見る解釈もあるが、再現しないことと、和声進行が序奏のコラールによっていることから経過句と見る方が自然である。この経過句の対位旋律として第1主題の行進曲のモチーフが絡みついている。第2主題（譜例11）は木管で軽快に、飛び跳ねるように現れる。

譜例9

譜例10

譜例11
いったん序奏の雰囲気が戻るところから展開部。カウベルの響きから第2主題を経て次第に高揚し、チェロが威嚇するように第1主題の断片を奏するが第2主題が主導権を握り、ニ長調の勝ち誇ったような雰囲気で大きなクライマックスを築いたところで第1のハンマー（杵のような巨大なもの）が打ち鳴らされる。コラール風な音型が動揺を示すが、立ち直って今度は勇壮な行進曲となり第1主題による本格的な展開が開始される。ここでもモットー和音が何度も鳴らされる。交響曲第2番の第5楽章展開部の行進曲の動機も引用される。これが「火のように」「いくらかせき込んで」「さらに一層せき込んで」と突進するように盛り上がり、再び第2主題が「徐々に落ち着いて」イ長調で凱歌を揚げようとするところで第2のハンマーとタムタムが同時に打たれる。そのときの「ペザンテ」でコラール風経過句の展開となるが、テンポを上げながら「前進!」し、タムタムの一撃で序奏の主題が戻るところから再現部となる。
モットー和音が示され、再び「遠くから」カウベルが響く。気分が落ち着くと「グラツィオーソ」で第2主題が先に再現する。「前進」「ピウ・モッソ」で次第に力を取り戻して、やっと第1主題が再現されるが、今度は小太鼓、グロッケンシュピール、トライアングルを伴って華やかに装飾されている。コラール風経過句もかなり変形されて再現され、激しい騎行のリズムに移ると劇的なクレッシェンドとシンバルの一撃でイ長調に転じ、「落ち着いて」「ペザンテ」で勝利を思わせる輝かしい曲調になるが、タムタムに導かれた3度目の序奏主題の回帰でイ短調のコーダに入る。ティンパニのリズムとモットー和音が示される（削除された第3のハンマー打撃箇所）。音楽は暗くうち沈み、金管がうめくような第1主題の動機を出すが、やがて次第に静寂へと向かう。そして、とどめをさすような強烈なイ短調の和音がたたきつけられると同時に、ティンパニが容赦なくリズムを刻んで終わる。
演奏時間は27.5分～34.5分程度。

## 演奏上の問題
交響曲第6番の演奏においては、以下のとおり、大きく2種類の問題点がある。

### 中間楽章の配置
ひとつは、第2楽章と第3楽章の配置である。初演の項でも述べたとおり、マーラーは、この配置について迷っていた形跡がある。スケルツォ－アンダンテの順では、スケルツォ楽章のパロディ性が強調されるとともに、第1楽章がイ長調で終わった後にイ短調で第2楽章が開始されることから、モットー和音の推移も意識されることになる。逆にアンダンテ－スケルツォの順は、第1楽章提示部の繰り返しとともに、全曲の古典的な造形が一貫性を持って強調されることになる。
1963年に出版された国際マーラー協会による「全集版」を校訂したエルヴィン・ラッツは、1907年1月4日のウィーン初演において、マーラーがプログラムの楽章順を変更してスケルツォ－アンダンテの順で演奏したとの報告を採用し、これをマーラーの最終意思としていた。これ以降、スケルツォ－アンダンテの順が「定説」化され、この順による演奏が一般的となった。
しかし、2003年に国際マーラー協会は、従来とは逆にアンダンテ－スケルツォの楽章順がマーラーの「最終決定」であると発表した。国際マーラー協会のホームページに収録されているクービック（1998年改訂版の校訂者のひとり）の見解では、マーラー自身がスケルツォ－アンダンテの順で演奏したことはないとしている。クービックの見解の根拠のひとつに、ジェリー・ブルックの論文「『悲劇的』な誤りを元に戻す」がある。これによれば、1907年のウィーン初演について、14人の評論家が報告しているが、マーラーがプログラムとは異なるスケルツォ－アンダンテの順で演奏したと書いたのは2人に過ぎず、実際の演奏会を聴いて書かれたものか疑問があるとしている。
また、ブルーノ・ワルターはマーラー自身がアンダンテ－スケルツォの順番を否定したことはないとの手紙を残している。

### ハンマー打撃
マーラーの自筆稿では、作曲当初にはハンマーの導入は考えられておらず、後にハンマーを加筆したときは、第4楽章で5回打たれるようになっていた。第1稿を出版する際にこの回数が減らされて3回となった。さらに初演のための練習過程で、マーラーは3回目のハンマー打撃を削除し（代わりにチェレスタを追加）、最終的に2回となった（第2稿）。
具体的には、最終楽章のコーダ部分、三度序奏の主題が回帰しモットー和音が鳴らされるところで、第3のハンマー打撃が入れられていた。演奏は、マーラーの最終決定に基づき、2度の打撃によるものが多いが、レナード・バーンスタインによる数々の演奏のようにアルマの回想に基づいて3度ハンマーを打たせる演奏もある。
ハンマー打撃には意味づけがなされることがあり、佐渡裕は題名のない音楽会でこの曲を取り上げた際に、「第1の打撃は『家庭の崩壊』、第2の打撃は『生活の崩壊』、第3の打撃は『（マーラー）自身の死』」との意味付けを紹介し、「マーラーは「自身の死』を意味する第3の打撃を打つことができなかった」としている。
なお、佐渡がハンマー打撃を3度としているのは、佐渡の師であったバーンスタインの影響による。

## 第6交響曲の標題性
第6交響曲は、「意志を持った人間が世界、運命という動かしがたい障害と闘い、最終的に打ち倒される悲劇を描いた作品」（パウル・ベッカー）といった標題性が指摘されている。また、第6交響曲が作曲された時期は、マーラーにとって指揮・作曲の仕事面でも、健康・家庭の生活面でももっとも充実した、人生最大の幸福な時期にあったにもかかわらず、悲劇的な内容を持つ第6交響曲や「亡き子をしのぶ歌」を作曲し、その後1907年にマーラーは長女の死に遭い、それとともに自身の心臓病が発覚、さらに宮廷歌劇場を辞してウィーンを去ることにもなった。これらの事実関係から、この曲は将来のマーラーの運命を示唆する、「予言的作品」ととらえられる場合がある。この曲に関するこのような見方は、次に述べる、マーラーの妻アルマが書き残した「回想録」によるところが大きい。

### アルマの回想
アルマが晩年に書いた「回想録」では、第6交響曲を「マーラーのもっとも個人的な作品」であり、後のマーラーの運命を先取りして音楽化しているとしており、具体的には次のように述べている。
- 第1楽章の「天翔るような主題」（第2主題）について、マーラーはアルマに対して「私はおまえを描こうとした」と語った。
- スケルツォ楽章の中間部について、この部分をマーラーは「二人の子供たちの遊びの情景。その声は次第に悲しげになり、すすり泣きへと消えてゆく」と語った。
- 第4楽章について、マーラーは「英雄は運命の打撃を3度受ける。最後の一撃が、木を切り倒すように彼を倒す」と語った。そしてこの曲を前に、マーラーとアルマは二人して悲しみに涙した。

また、この「運命の打撃」について、初演ないしはリハーサルを聴いたリヒャルト・シュトラウスが「初めがいちばん強く、終わりがいちばん弱い。逆にした方が効果的なのに、なぜでしょうな」とアルマに語ったとしてもいる。
しかし、そもそもこの「回想録」は、アルマにとって都合がよいようにしばしば事実が意図的に改変されているとの指摘があり、全面的に信用はできない。第6交響曲に関するアルマの記述は、のちの長女の死に始まるマーラー一家の暗転からの後付けであるともいえ、マーラー本人というより、アルマ自身の解釈や思い込みである可能性がある。また、アルマは「運命の打撃」を3回としているが、すでに述べたようにハンマーの打撃は当初はなく、のちに加えられて5回→3回→2回と変遷している。したがって、これも「長女の死、心臓病、宮廷歌劇場辞任」と関連させるのにちょうどよい「3回」だけをアルマが取り上げたと見ることができる。さらに、リヒャルト・シュトラウスのエピソードに関しては、シュトラウスの「低俗」さを強調しようとして述べている節があり、シュトラウス自身は「このようなことはあり得ない」と書いている。